# География на Албания
Географски Албания е балканска страна, с площ 28 748 km².

## Географско положение, граници, големина
Албания е разположена в югозападната част на Балканския полуостров, по бреговете на Адриатическо и Йонийско море. Проливът Отранто, широк в най-тясната си част 75 km, я отделя от историческата област Апулия в Италия. Бреговете на Адриатическо море са предимно ниски, слабо разчленени, със слабо врязани в сушата заливи (Дрински, Дурас, Вльора (залив) и др.). Бреговете на протоците Отранто и Керкира са планински, с малки скалисти заливи.
На северозапад Албания граничи с Черна гора (дължина на границата 172 km), на североизток с Косово (112 km), на изток със Северна Македония (191 km) и на югоизток с Гърция (282 km). Общата дължина на сухоземните граници е 717 km. Дължината на бреговата линия заедно с бреговете на островите е 472 km. В тези си граници площта на Албания е 28 748 km².
Територията на Албания се простира между 39° и 42°с.ш. и между 19° и 21°и.д. Крайните точки на страната са следните:
- крайна северна точка – (42°39′40″ с. ш. 19°43′39″ и. д. / 42.661111° с. ш. 19.7275° и. д.), в планината Проклетия, на границата с Черна гора.
- крайна южна точка – (39°38′41″ с. ш. 20°11′39″ и. д. / 39.644722° с. ш. 20.194167° и. д.), на границата с Гърция, на 1 km югоизточно от села Конисполи
- крайна западна точка – (40°30′11″ с. ш. 19°15′50″ и. д. / 40.503056° с. ш. 19.263889° и. д.), на западния бряг на остров Сазани.
- крайна източна точка – (40°39′58″ с. ш. 21°03′26″ и. д. / 40.666111° с. ш. 21.057222° и. д.), на границата с Гърция, на 3 km източно от село Трен.

Максималната дължина на страната отсевер-юг е около 320 km, а максималната ѝ ширина от запад на изток – около 150 km.

## Релеф
Покрай Адриатическото крайбрежие от север на юг се простира силно нахълмена акумулативна низина с ширина до 40-45 km, заемаща мястото на предпланинско пропадане. От юг, изток и север тя е обградена от нагънати средно високи алпийски хребети и масивите на Албанските Алпи (Проклетия, 2692 m), Томори (2480 m), Кораб (връх Кораб 2764 m), изградени от варовици, пясъчници, флишеви скали, серпентинити и други мезозойски и кайнозойски скали. Планините са силно разчленени, често с остри върхове и множество междупланински котловини, най-големите от които са в районите на градовете Корча и Гирокастра).

## Геоложки строеж, полезни изкопаеми
Голяма част от Албания се намира в пределите на динарските структури от Алпийската геосинклинална област, като нагъването и издигането става през долния олигоцен. Западните райони на страната представляват част от предпланинското потъване през този период, в които изпод алувиалните наслаги излизат на повърхността олигоценски, миоценски и плиоценски глинесто-пясъчни хълмове, ниски варовикови ридове (от кредата до миоцена) със север-северозападно простиране. Във вътрешните райони нагънатите структури са усложнени от навлаци, разломи и вътрешнопланински падини (Карчанска котловина, Охридско езеро и др.). В строежа на тези райони основно участие вземат юрските, кредните и еоценовите варовици, доломити и флишеви скали. Характерни са също значителнити разкрития на ултраосновни скали (особено на север), внедрили се през мезозоя. В крайния изток (части от планините Кораб и Коритник) се появяват фрагменти от палеозойските структури на Пелагонийския масив, съставени от метаморфни и кристалинни скали. Основните полезни изкопаеми в Албания са хромовите, медните и никеловите руди, а в зоната на предпланинското потъване – находищата на нефт, природен газ и битум.

## Климат
Под влияние на различни климатични фактори климатът в Албания е разнообразен. На запад по адриатическото крайбрежие е средиземноморски, а на изток – умереноконтинентален. В равнините лятото е горещо и сухо със средна юлска температура 24 – 25 °C, а зимата мека със средна януарска температура 8 – 9 °C. В планините климатът е студен и влажен, като през зимата температурите са минусови, падайки под 0 °C, а снежната покривка се задържа няколко месеца. Годишната сума на валежите варира от 600 до 800 mm на изток и над 1000 mm по адриатическото крайбрежие и западните склонове на планините, с основен максимум през есента и вторичен праз зимата и пролетта.

## Води
Албания е богата на реки. Като цяло реките са предимно планински, течащи в дълбоки долини и дефилета, голяма скорост на течението и значителни хидроресурси. В страната има изградени много язовири и ВЕЦ-ове. Само в долните си течения, в равнините, долините на реките са широки и с бавно течение. Подхранването им е предимно дъждовно, а през пролетта – снежно. Оттокът им е неравномерен, с максимум през зимата, когато в равнините силно се разливат и значително увеличават заблатеността на приморските райони. През лятото, когато е необходимо напояване на селскостопанските земи те значително намаляват или пресъхват. Най-големите и важни реки в страната са Дрин с лявата си съставяща Черни Дрин, Мати, Шкумбини, Семани и Вьоса.
На Албания частично принадлежат 3 големи тектонски езера: Шкодренско, Охридско и Преспанско. Има множество езера-лагуни (най-големи са Нарта и Каравастая) е малки планински карстови и ледникови езера.

## Почви, растителност
Като планинска страна Албания притежава значим за размерите си горски фонд (обхваща 38% от територията на страната). В равнините по крайбрежието растителността е предимно храстова и ливадна, като в планините, във вътрешността на страната са обособени 3 растителни и почвени пояса – първият е нисък (300 – 600 m) и е зает от топлолюбиви растения и дървета – палми, маслинови и цитрусови дървета, като всички те са развити върху субтропични канелени почви; вторият е поясът на планинските гори от дъб, кестен, ела и други, който се простира на 1700 – 2000 m надморска височина, развит върху кафяви горски почви; третият е алпийски, разположен на височина над 2000 m.

## Фауна
Фауната в Албания е относително бедна, като животинския свят е представен основно от вълци, чакали и диви прасета, а в крайбрежните райони гнездят множество прелетни и водоплаващи птици. 

## Население
Населението на Албания възлиза на 2 875 096 души (2024), като възрастово то е най-младото в Европа. Условно, по исторически и етнографски причини, страната се подразделя на Северна и Южна Албания. За граница между двете части на страната се приема река Шкумбини.

## Галерия
- Долината на Валбона
- Ждрело по река Мати
- Брега по Южна Албания
- Реките в Албания